# Dragoș Agache
Dragoș Agache (Brăila, 8 marzo 1984) è un nuotatore rumeno, specializzato nello stile rana.

## Biografia
Ha vinto nel suo paese ben nove titoli nazionali nelle specialità rana. 
Agli europei di Budapest 2010 ha ottenuto la medaglia d'argento nei 50 m rana, terminando alle spalle dell'italiano Fabio Scozzoli.
Ha rappresentato la Romania ai Giochi olimpici estivi di Londra 2012, classificandosi 37º nei 100 m rana.

## Palmarès
- Europei

Budapest 2010: argento nei 50m rana.